# Escudo de Martinica
Martinica, una región y departamento de ultramar de Francia en el Caribe, no tiene un escudo de armas oficial. La Asamblea Regional ha adoptado un logotipo distintivo para representar a la Colectividad Territorial de Martinica.

## Logotipo
La Colectividad Territorial de Martinica ha adoptado un logotipo para representarse a sí misma. El logotipo fue adoptado el 1 de agosto de 2016, después de un concurso de diseño abierto a todas las personas mayores de edad que viven en Martinica. De 647 propuestas elegibles, se seleccionó un diseño del artista gráfico de 22 años Stévy Desbonnes. El logotipo presenta un colibrí cuyas alas forman un mapa estilizado de Martinica. El color ocre representa el suelo local y el azul representa el océano.

## Escudo de armas

Escudo de armas de Martinica

El escudo de armas de la Isla Martinica fue creado el 4 de agosto de 1766. Está compuesto por un campo cuartelado de azur separado por una cruz de argén, cargada de cuatro serpientes con forma de "L"invertida. Las serpientes tienen forma de "L" porque Martinica dependía de Santa Lucía antes de que esta última se convirtiera en una colonia del Reino Unido.
- Datos: Q2247594
- Multimedia: Coats of arms of Martinique / Q2247594